# Platygyra crosslandi
Espèce
Statut CITES
Platygyra crosslandi est une espèce de coraux appartenant à la famille des Merulinidae ou la famille Faviidae.